# Road House 2
Série
Road House
(1989)
Pour plus de détails, voir Fiche technique et Distribution.
Road House 2 (Road House 2: Last Call) est un film américain réalisé par Scott Ziehl en 2005. Il fait suite à Road House sorti en 1989.

## Synopsis
Nate Tanner, propriétaire du restaurant routier le Pélican Noir est battu et laissé pour mort par les hommes de main d'un chef trafiquant de drogue qui veut récupérer son bar. Son neveu, Shane, le fils de Dalton, agent de la DEA, vient lui donner un coup de main. Il doit rapidement affronter la mafia locale, bien décidée à faire main basse sur le bar. Il enquêtera en même temps sur son passé pour savoir qui a causé la mort de son père.

## Fiche technique
Sauf indication contraire, les informations mentionnées dans cette section peuvent être confirmées par la base de données cinématographiques IMDb,  présente dans la section « Liens externes ».
- Titre original : Road House 2: Last Call
- Titre français : Road House 2
- Titre québécois :  Bar routier 2
- Réalisation : Scott Ziehl
- Scénario : Miles Chapman, Johnathon Schaech et Richard Chizmar, d'après une histoire de Miles Chapman, d'après les personnages créés par David Lee Henry
- Musique : Amotz Plessner
- Direction artistique : Jay Pelissier
- Décors : Phil Dagort et Raymond Pumilia
- Costumes : Beverly Safier
- Photographie : Thomas L. Callaway
- Son : Richard Schexnayder, Steve McCarty
- Montage : Edgar Burcksen
- Production : Yoram Pelman
  - Coproductrice : Kimberly Calhoun Boling
  - Producteur délégué : Malcolm Petal
- Sociétés de production : Manyana Films, Tomorrow Film Corporation avec la participation de Metro-Goldwyn-Mayer (MGM) et Sony Pictures Home Entertainment
- Sociétés de distribution : Sony Pictures Home Entertainment (États-Unis) (sortie DVD), MVD Visual (États-Unis) (sortie Blu-ray)
- Pays de production :  États-Unis
- Langue originale : anglais
- Format[2] : couleur
- Genre : action, thriller, drame
- Durée : 86 minutes
- Dates de sortie directement en vidéo[3] :
  - États-Unis : 18 juillet 2006 (sortie DVD)
- Classification[4] :
  -  États-Unis : R – Restricted (Les enfants de moins de 17 ans doivent être accompagnés d'un adulte).
  -  France : Interdit aux moins de 12 ans

## Distribution
- Johnathon Schaech (VF : Patrick Béthune) : Shane Tanner
- Ellen Hollman : Beau
- Jake Busey (VF : Maurice Decoster) : Wild Bill (Gros Bill en VF)
- Will Patton (VF : Jean-Claude Sachot) : Nate Tanner
- Lawrence Varnado : Luthor Keyes
- Richard Norton (VF : Hervé Jolly): Victor Cross
- Crystal Mantecon : Sherri
- Cory Hart : Chubby
- Larnell Stovall : Marcus Reynolds
- Marisa Quintanilla : Nadja